# Helen Shaver
Helen Shaver (Saint Thomas, Ontario, Canadá; 24 de febrero de 1951) es una actriz y directora de cine y televisión canadiense.

## Primeros años
Shaver nació y creció en Saint Thomas, provincia canadiense de Ontario, junto a sus cinco hermanas. Cuando era niña sufrió de fiebre reumática y entre los cinco y los doce años se vio obligada a estar en camas de hospital durante seis meses de cada año, experiencia que en su opinión la ayudó a desarrollar su lado instrospectivo y su imaginación. Durante su adolescencia asistió a la Banff School of Fine Arts y luego estudió en la Universidad de Victoria, en la ciudad de Victoria, en Columbia Británica.

## Carrera
Ha trabajado con muchos directores como Sam Peckinpah, Martin Scorsese, Steven Spielberg y Brian De Palma. En 1987 ganó el Premio Canadiense de Cine por su rol de Ann McDonald en In Praise of Older Women. En 1985 apareció en la película Desert Hearts como una profesora universitaria de la década de los 50 que se enamora de otra mujer. Por este papel ganó el Leopardo de Bronce en el Festival Internacional de Cine de Locarno. En 1990 obtiene el  papel principal en el cap. 53 de la serie de TV Colombo "Descanse en paz, señora Colombo". En 2000, ganó el Premio Genie por caracterizar a una prostituta adicta a las drogas en el film independiente We All Fall Down. En 2003 ganó el Premio Gemeni a la Mejor Dirección por la serie dramática Just Cause.
Además, durante su carrera de directora, ha realizado varias series, como Judging Amy, Joan of Arcadia, Dead Like Me y The OC.
Shaver realizó su primera dirección completa en 1999 con Summer's End, película que ganó un Premio Emmy. Más adelante, se unió al equipo de la serie Judging Amy, de la cadena CBS. En teatro, intervino en el montaje de Jake's Women (1992), de Neil Simon.

## Filmografía

### Cine
| Año  | Título                        | Personaje           | Notas                             |
| ---- | ----------------------------- | ------------------- | --------------------------------- |
| 1976 | The Supreme Kid               | Chica auto stop     | Maquillaje                        |
| 1976 | Shoot                         | Paula               |                                   |
| 1977 | Outrageous!                   | Jo                  |                                   |
| 1977 | Starship Invasions            | Betty Duncan        |                                   |
| 1977 | Who Has Seen the Wind         | Ruth Thompson       |                                   |
| 1978 | High-Ballin'                  | Pickup              |                                   |
| 1978 | In Praise of Older Women      | Ann MacDonald       |                                   |
| 1979 | The Amityville Horror         | Carolyn             |                                   |
| 1980 | Coming Out Alive              | Isobel              |                                   |
| 1981 | Gas                           | Rhonda              |                                   |
| 1982 | Harry Tracy, Desperado        | Catherine Tuttle    |                                   |
| 1983 | The Osterman Weekend          | Virginia Tremayne   |                                   |
| 1984 | Best Defense                  | Clair Lewis         |                                   |
| 1985 | Desert Hearts                 | Vivian Bell         |                                   |
| 1985 | The War Boy                   | Maria               |                                   |
| 1986 | Lost!                         | Linda               |                                   |
| 1986 | The Men's Club                | Sarah               |                                   |
| 1986 | The Color of Money            | Janelle             |                                   |
| 1987 | The Believers                 | Jessica Halliday    |                                   |
| 1988 | The Land Before Time          | Madre de Littlefoot |                                   |
| 1989 | Tree of Hands                 | Benet Archdale      |                                   |
| 1990 | Bethune: The Making of a Hero | Sra. Dowd           |                                   |
| 1991 | A Smile in the Dark           | El diablo           |                                   |
| 1992 | Zebrahead                     | Diane               |                                   |
| 1992 | That Night                    | Ann O'Connor        |                                   |
| 1993 | Morning Glory                 | Lula Peak           |                                   |
| 1995 | Open Season                   | Rachel Rowen        |                                   |
| 1995 | Born to Be Wild               | Margaret Heller     |                                   |
| 1996 | The Craft                     | Grace Downs         |                                   |
| 1996 | Rowing Through                | Slim                |                                   |
| 1996 | Tremors 2: Aftershocks        | Dr. Kate Reilly     | Vídeo. Acreditada como Kate White |
| 1996 | Egg Salad                     | Gladys              | Corto                             |
| 1999 | The Wishing Tree              | Wallis              |                                   |
| 2000 | Bear with Me                  | Sara Bradley        |                                   |
| 2000 | We All Fall Down              | Sherry              |                                   |
| 2004 | The Keeper                    | Ruthie              |                                   |
| 2007 | Numb                          | Audrey Milbank      |                                   |
| 2013 | Birthday Cake                 | Judith Ferguson     |                                   |
| 2013 | Down River                    | Pearl               |                                   |
| 2018 | Souls of Totality             | Shepherd One        | Corto                             |

### Televisión
| Año     | Título                                    | Personaje           | Notas                                                                                             |
| ------- | ----------------------------------------- | ------------------- | ------------------------------------------------------------------------------------------------- |
| 1974    | The Beachcombers                          |                     | Episodio: "Affairs of the Heart"                                                                  |
| 1974    | Police Surgeon                            | Gloria              | Episodio: "The Killer"                                                                            |
| 1975    | Police Surgeon                            | Bonnie              | Episodio: "Web of Guilt"                                                                          |
| 1977    | Search and Rescue: The Alpha Team         | Dr. Liz Warren      | Película de televisión                                                                            |
| 1978    | Lovey: A Circle of Children, Part II      | Patty               | Película de televisión                                                                            |
| 1979    | Overlanders                               | Mrs. O'Mara         | Película de televisión                                                                            |
| 1980    | United States                             | Libby Chapin        | Personaje principal                                                                               |
| 1981    | Jessica Novak                             | Jessica Novak       | Personaje principal                                                                               |
| 1982    | Between Two Brothers                      | Susan Frazer        | Película de televisión                                                                            |
| 1982    | Off Your Rocker                           | Miss Beecher        | Película de televisión                                                                            |
| 1982    | Hill Street Blues                         | Teresa Hyler        | 4 Episodios                                                                                       |
| 1983    | T. J. Hooker                              | Lisa Jericho        | Episodio: "The Shadow of Truth"                                                                   |
| 1984    | Countdown to Looking Glass                | Dorian Waldorf      | Película de televisión                                                                            |
| 1985    | The Park Is Mine                          | Valery              | Película de televisión                                                                            |
| 1986    | Amazing Stories                           | Karen               | Episodio: "Mirror, Mirror"                                                                        |
| 1986    | Philip Marlowe, Private Eye               | Belle Delaguerra    | Episodio: "Spanish Blood"                                                                         |
| 1986    | The Edison Twins                          | Phyllis Dayton      | Episodios: "The Case of the Friendly Fugitive", "Gems and Jelly Beans", "The Maharajah of Weston" |
| 1986    | Many Happy Returns                        | Sally Robinson      | Película de televisión                                                                            |
| 1987    | The Tonight Show Starring Johnny Carson   | Ella misma          | TV talk show, 25 de junio de 1987                                                                 |
| 1988    | The Ray Bradbury Theater                  | Señorita Haight     | Episodio: The Emissary                                                                            |
| 1988    | No Blame                                  | Amy Donaldson       | Película de televisión                                                                            |
| 1989    | B.L. Stryker                              | Diane Decker        | Episodio: "The Dancer's Touch"                                                                    |
| 1989    | Mothers, Daughters and Lovers             | Claire Nichols      | Película de televisión                                                                            |
| 1990    | Pair of Aces                              | Rose                | Película de televisión                                                                            |
| 1990    | Columbo                                   | Vivian Dimitri      | Episodio: "Rest in Peace, Mrs. Columbo"                                                           |
| 1990-91 | WIOU                                      | Kelby Robinson      | Personaje principal                                                                               |
| 1992    | E.N.G.                                    | Sandra Brady        | Episodio: "Child's Play"                                                                          |
| 1992    | Fatal Memories                            | Elaine Tipton       | Película de televisión                                                                            |
| 1993    | Survive the Night                         | Stacy               | Película de televisión                                                                            |
| 1993    | Poisoned by Love: The Kern County Murders | Edie Ballew         | Película de televisión                                                                            |
| 1993    | Trial & Error                             | Katherine Woodfield | Película de televisión                                                                            |
| 1994    | The Forget-Me-Not Murders                 | Monique             | Película de televisión                                                                            |
| 1994    | Ride with the Wind                        | Katherine Barnes    | Película de televisión                                                                            |
| 1994    | Without Consent                           | Nora Fields         | Película de televisión                                                                            |
| 1994    | Janek: The Silent Betrayal                | Monique Dessier     | Película de televisión                                                                            |
| 1995    | Falling for You                           | Mary                | Película de televisión                                                                            |
| 1995    | The Outer Limits                          | Cathy Kress         | Episodio: "The Sandkings"                                                                         |
| 1996-99 | Poltergeist: The Legacy                   | Dr. Rachel Corrigan | Personaje principal                                                                               |
| 1997    | Dead Man's Gun                            | Dianna McKinney     | Episodio: "Next of Kin"                                                                           |
| 1998    | The Sweetest Gift                         | Sra. Martin         | Película de televisión                                                                            |
| 1999    | The First Gentleman                       | Marjorie Litchfield | Película de televisión                                                                            |
| 2000    | Common Ground                             | Janet               | Película de televisión                                                                            |
| 2001-02 | The Education of Max Bickford             | Erica Bettis        | Personaje principal                                                                               |
| 2003    | The Risen                                 | Lynn Todd           | Película de televisión                                                                            |
| 2003    | D.C. Sniper: 23 Days of Fear              | Sandy Moose         | Película de televisión                                                                            |
| 2004    | The L Word                                | Faye Buckley        | Episodios: "Luck, Next Time", "Liberally"                                                         |
| 2004    | The 4400                                  | Barbara Yates       | Episodios: "Becoming", "Trial by Fire"                                                            |
| 2008    | A Very Merry Daughter of the Bride        | Rose                | Película de televisión                                                                            |
| 2010    | Iris Expanding                            | Madre de Iris       | Película de televisión                                                                            |

### Director
| Año       | Título                            | Notas                                           |
| --------- | --------------------------------- | ----------------------------------------------- |
| 1996-99   | Poltergeist: The Legacy           | 2 Episodios                                     |
| 1997-2000 | The Outer Limits                  | 6 Episodios                                     |
| 1998      | Dead Man's Gun                    | Episodio: "Stage Coach Marty"                   |
| 1998      | The Net                           | Episodio: "Bulls and Bears"                     |
| 1999      | Summer's End                      | Película de televisión                          |
| 2000-01   | Beggars and Choosers              | 2 Episodios                                     |
| 2001      | The Associates                    |                                                 |
| 2001      | Soul Food                         | Episodio: "This Crazy Life"                     |
| 2001-05   | Judging Amy                       | 11 Episodios                                    |
| 2002      | The District                      | Episodio: "Shell Game"                          |
| 2002      | Due East                          | Película de televisión                          |
| 2003      | Just Cause                        | Episodio: "Death's Details"                     |
| 2003      | Dead Like Me                      | Episodio: "Rest in Peace"                       |
| 2003      | Joan of Arcadia                   | Episodio: "The Uncertainty Principle"           |
| 2004      | The O.C.                          | Episodio: "The Proposal"                        |
| 2004      | The 4400                          | Episodio: "The New and Improved Carl Morrissey" |
| 2005      | Close to Home                     | Episodio: "Divine Directions"                   |
| 2005      | The Stranger I Married            | Película de televisión                          |
| 2006      | Medium                            | Episodio: "Doctor's Orders"                     |
| 2006-07   | The Unit                          | 3 Episodios                                     |
| 2006      | Vanished                          | Episodio: "The Feed"                            |
| 2006      | Standoff                          | Episodio: "Borderline"                          |
| 2006      | Ultra                             | Película de televisión                          |
| 2007      | Jericho                           | Episodio: "Black Jack"                          |
| 2007      | Journeyman                        | Episodio: "Winterland"                          |
| 2008-11   | Law & Order: Special Victims Unit | 9 Episodios                                     |
| 2008-09   | Cursoe                            | 2 Episodios                                     |
| 2008-09   | Private Practice                  | 2 Episodios                                     |
| 2009      | Castle                            | Episodio: "One Man's Treasure"                  |
| 2010      | Make it or Break It               | Episodio: "Save the Last Dance"                 |
| 2010      | The Bridge                        | 2 Episodios                                     |
| 2010      | Shattered                         | 2 Episodios                                     |
| 2011      | Flashpoint                        | Episodio: "I'd Do Anything"                     |
| 2011      | Stargate Universe                 | Episodio: "Seizure"                             |
| 2011      | Law & Order: LA                   | Episodio: "Big Rock Mesa"                       |
| 2011      | Combat Hospital                   | 2 Episodios                                     |
| 2012      | The Firm                          | 5 Episodios                                     |
| 2012-15   | Person of Interest                | 3 Episodios                                     |
| 2013      | Republic of Doyle                 | Episodio: "Firecracker"                         |
| 2013-14   | Revolution                        | 3 Episodios                                     |
| 2014      | Reign                             | Episodio: "For King and Country"                |
| 2014      | Elementary                        | Episodio: "Dead Clade Walking"                  |
| 2014-17   | Orphan Black                      | 3 Episodios                                     |
| 2015-19   | Vikings                           | 6 Episodios                                     |
| 2016      | Heartbeat                         | Episodio: "100,000 Heartbeats"                  |
| 2016      | Travelers                         | 2 Episodios                                     |
| 2017-18   | Anne with an E                    | 2 Episodios                                     |
| 2017      | 13 Reasons Why                    | 2 Episodios                                     |
| 2018      | Sneaky Pete                       | Episodio: "The Reluctant Taxidermist"           |
| 2018      | Impulse                           | Episodio: "The Eagle and the Bee"               |
| 2018      | Dietland                          | 2 Episodios                                     |
| 2020      | Westworld                         | Episodio: "Passed Pawn"                         |
| 2020      | Snowpiercer                       | 2 Episodios                                     |
| 2020      | Lovecraft Country                 | Episodio: "Meet Me in Daegu"                    |
| 2020      | Happy Place                       | Largometraje                                    |
| 2023-2024 | El Pingüino                       | Episodio: "Cent'anni"                           |
| 2023-2024 | El Pingüino                       | Episodio: "Vuelta a Casa"                       |